# Girst (Luksemburg)
Girst (lb. Giischt) – wieś (Uertschaft) we wschodnim Luksemburgu, w kantonie Echternach, w gminie Rosport-Mompach. Do 3 października 2015 miejscowość leżała w dystrykcie Grevenmacher. Wieś zamieszkuje 105 osób (1 stycznia 2023). Do 31 grudnia 2017 miejscowość leżała w gminie Rosport.